# Poprężniki
Poprężniki [pronunciación en polaco: /pɔprɛ̃ʐˈniki/] es un pueblo ubicado en el distrito administrativo de Gmina Goszczanów, dentro del Distrito de Sieradz, Voivodato de Łódź, en Polonia central. Se encuentra aproximadamente a 5 kilómetros al sureste de Goszczanów, a 23 kilómetros al noroeste de Sieradz, y a 63 kilómetros al oeste de la capital regional Łódź.